# Szél (film)
A Szél Iványi Marcell 1996-ban elkészült fekete-fehér kisfilmje, Lucien Hervé Három asszonyság című fotója alapján. Az alkotás egyetlen, gondosan megtervezett és előkészített, hat perces, beszéd nélküli snitt végén mutatja meg azt, ami – a rendező szerint – nem látható Hervé fotóján.
A hat perces kisfilm az 1996-os cannes-i nemzetközi filmfesztiválon rövidfilm kategóriában Arany Pálmát nyert.

## A film elkészítése
1994 decemberében egy filmes kurzuson Bíró Yvette azt a feladatot adta a Színház- és Filmművészeti Egyetem hallgatóknak, hogy írjanak forgatókönyvet egy kisfilmhez Lucien Hervé 1951-ben, a kelet-franciaországi Audincourtban készített Három asszonyság című fotója alapján, s örökítsék a kép időtlen pillanatának előttjét és utánját. A fekete-fehér felvételen különböző viseletű érett korú nők állnak egymás mögött egy vidéki ház közelében és néznek feszülten egy irányba – a fotó megtekintőjének fantáziájára bízva, mire is figyelnek. Ruházatukat kissé megfeszíti a szél. A pár óra alatt összeállított szinopszisok közül Iványi ötlete nyerte el a tanár tetszését; aki javasolva, hogy írja meg a forgatókönyvet és rendezze meg a filmet.
A forgatókönyv elolvasása után Durst György producer vállalta, hogy a Duna Televízió finanszírozásával legyártatja a filmet. A rendező egyetlen hosszú jelenettel, csupán a kamera 360°-os mozgatásával forgatta le az alkotást. A nők nézési irányával ellentétesen lassan mozgó kamera megmutatja a tágas, mozdulatlan pusztaságot, a gondtalanul repkedő galambrajt, a dolgukra igyekvő parasztokat – párbeszéd nem hallatszik, csupán a szél rendszertelen fütyülése, állatok hangja és távoli, elmosódó munkazaj. A feszültség lassú fokozódásával érünk el a jelenet csúcspontjához, a zaj forrásához: civil ruhás egyének öt férfit akasztanak. A kamera továbbhalad és egy alig hallható énekfoszlány beszűrődése közben visszatér a nőkre, az akasztás-sorozat néma és mozdulatlan szemlélőire...
A film gyártása 1995-ben kezdődött és 1996 februárjában fejeződött be. Az extra-hosszúságú snittet négyszer forgatták le egy nap délelőtt 9 óra és délután 2 óra között; a Nap állása és a fényviszonyok miatt közülük a harmadik lett a végső változat. A rendező és a hangmérnök a forgatás másnapját kifejezetten a hangfelvételek elkészítésére fordították. Ezt követően még közel két hónapot igényeltek az utómunkák.

## A film bemutatása és sikere
A filmet hivatalosan 1996. február 13-án bemutatták be a XXVII. Magyar Filmszemle versenyfilmjei között az Uránia filmszínházban. Március 7-én a Párizsi Magyar Intézetben szervezett vetítésen az alkotók megmutatták az ötletadó fotó szerzőjének, Lucin Hervének is, akinek tetszett az alkotás. Másnap a cannes-i nemzetközi filmfesztivál párizsi irodájában a rendező benevezte a filmet a rendezvényre. Előzsűrizés nélkül a fesztivál főmegbízottja, Gilles Jacob döntésével került a hivatalos válogatás rövidfilmjeinek versenyébe, ahol Arany Pálmát nyert. Az eredményes fesztiválszereplésért a film 23 éves rendezője megkapta a Magyar Köztársasági Érdemrend kiskeresztje kitüntetést.
A sikeres bemutatkozást következő másfél évben a filmet számos fesztiválra nevezték, illetve hívták meg, amelyeken sikerrel szerepelt,

## Helye a magyar filmtörténetben
Lucien Hervé eredeti fotójához és az alkotás mondanivalójához stílusban és korban messzemenően illő, bravúrosan komponált snittet a fekete-fehér kontraszt, a fa mögött megcsillanó napfény, valamint az emberek és állatok mozgása s mozdulatlansága teszi különösen kifejezővé. Az alkotó jól használja ki a kameramozgás narratív hatását, a fotó teremtette hiány fenntartásából adódó feszültségteremtést. A kép határainak folyamatos módosulása a kompozíció állandó változását eredményezi, ami állandó feszültséget teremt a kereten belüli és azon kívüli, éppen nem látható dolgok között.
A dialógus hiánya mellett nagy szerep jut a természet zajainak, különösen a pusztaságban szabadon nyargaló szél zúgásának, a halk emberi duruzsolásnak és egy távolban felcsendülő éteri dalnak, amelyek fenntartják a film titokzatos hangulatát, s mintegy elemelték a témát, kifejezetten költőivé téve azt. A tudatosan a második világháború előtti kosztümöket használó film története időtálló lett, semmiféle konkrét politikai vagy történelmi helyzetre nem utal. Az akasztásokat szenvtelenül néző nők, s a mintegy tucatnyi passzívan szemlélődő férfi látványa eloszlatja az első pillanatban igazságszolgáltatásnak tűnő történéssel kapcsolatos kételyt; valójában törvényen kívüliek megtorló akciójáról van szó, a rablásuknak ellenszegülőkön. Megteszik, mert a rideg tanyavilágban megtehetik – a fásult passzivitás e megszokott, mindennapi gyakorlatnak szól.
A rendező bizonyos szürrealista mesterek előtt tiszteleg filmjével, a rendkívül hosszú snittet, a kameramozgás ritmusát elsősorban Jancsó Miklós és Fehér György munkássága inspirálta. 
Ötleténél, kvalitásainál fogva az alkotás a magyar filmtörténet egyik legismertebb rövidfilmje lett, mely számtalan hazai és nemzetközi filmes iskola tananyagának része.

## Stáblista
- Producer: Durst György
- Rendező: Iványi Marcell
- Forgatókönyv: Iványi Marcell
- Operatőr: Haraszti Zsolt
- Vágó: Iványi Marcell
- Jelmez: Kincs Péter
- Hangmérnök: Peter Connelly
- Rendezőasszisztens: Juhász Imre
- Gyártásvezető: Peták Eleonóra
- Technikai koordinátor: Kivés György
- Segédoperatőr: Kliegl Ádám
- Fártmester: Sánta István, Szűcs József, Peterdi Gyula
- Labortechnika: Deimanik Tamásné
- Gyártó: Duna Televízió, Pioneer Productions

## Díjak, elismerések
- 1996 : Arany Pálma (49. Cannes-i Nemzetközi Filmfesztivál)[11]
- 1996 : fődíj (Figueira da Foz-i Nemzetközi Filmfesztivál)[12]
- 1996 : fődíj (Torinói Filmfesztivál)[13]
- 1997 : fődíj (Hannoveri Nemzetközi Filmfesztivál)[9]
- 1997 : a zsűri külön elismerése (Drezdai Filmfesztivál)[9]
- 1997 : a zsűri különdíja (Tamperei Filmfesztivál)[9]
- 1997 : a zsűri különdíja (Vila do Conde-i Nemzetközi Rövidfilmfesztivál)[9]